# Compensation de température
 (décembre 2021).
La mise en forme du texte ne suit pas les recommandations de Wikipédia : il faut le « wikifier ».
Les points d'amélioration suivants sont les cas les plus fréquents :
- Les titres sont pré-formatés par le logiciel. Ils ne sont ni en capitales, ni en gras.
- Le texte ne doit pas être écrit en capitales (les noms de famille non plus), ni en gras, ni en italique, ni en « petit »…
- Le gras n'est utilisé que pour surligner le titre de l'article dans l'introduction, une seule fois.
- L'italique est rarement utilisé : mots en langue étrangère, titres d'œuvres, noms de bateaux, etc.
- Les citations ne sont pas en italique mais en corps de texte normal. Elles sont entourées par des guillemets français : « et ».
- Les listes à puces sont à éviter, des paragraphes rédigés étant largement préférés. Les tableaux sont à réserver à la présentation de données structurées (résultats, etc.).
- Les appels de note de bas de page (petits chiffres en exposant, introduits par l'outil «  Source ») sont à placer entre la fin de phrase et le point final[comme ça].
- Les liens internes (vers d'autres articles de Wikipédia) sont à choisir avec parcimonie. Créez des liens vers des articles approfondissant le sujet. Les termes génériques sans rapport avec le sujet sont à éviter, ainsi que les répétitions de liens vers un même terme.
- Les liens externes sont à placer uniquement dans une section « Liens externes », à la fin de l'article. Ces liens sont à choisir avec parcimonie suivant les règles définies. Si un lien sert de source à l'article, son insertion dans le texte est à faire par les notes de bas de page.
- La présentation des références doit suivre les conventions bibliographiques. Il est recommandé d'utiliser les modèles {{Ouvrage}}, {{Chapitre}}, {{Article}}, {{Lien web}} et/ou {{Bibliographie}}. Le mode d'édition visuel peut mettre en forme automatiquement les références.
- Insérer une infobox (cadre d'informations à droite) n'est pas obligatoire pour parachever la mise en page.

Pour une aide détaillée, merci de consulter Aide:Wikification.
Si vous pensez que ces points ont été résolus, vous pouvez retirer ce bandeau et améliorer la mise en forme d'un autre article.
 (décembre 2021).
Pour les articles homonymes, voir Compensation.
En chronobiologie, la compensation de température dans l’horloge interne des organismes vivants est un processus permettant la constance de la rythmicité du chronométreur biologique endogène dans un rayon de plusieurs degrés de température externe de tolérance. Dans ces cas, il est possible de parler «d’insensibilité à la température».

## Introduction
Construit sur une période d’environ 24 heures, l’horloge circadienne interne doit recourir à des astuces pour conserver ses fluctuations à l’intérieur de la plage allouée en dépit d’éventuelles oscillations externes quelconques. Lorsqu’un changement de température externe surgit, les mécanismes internes liés à l’horloge doivent contrebalancer cette variation pour maintenir la rythmicité normale de 24 heures. On parle alors de « compensation de température ». 

### Histoire
Ce mécanisme fait sa première apparition à la fin des années 50, lorsque deux chercheurs du nom de Sweeney et Hastings se penchèrent sur deux interactions internes contraires réagissant au changement de température. Encore inconnue à l’époque, cette théorie d’une double réaction est restée plutôt plausible et établit les bases de ce qui crée à ce jour l’explication de la compensation de température.
Repris plusieurs fois par de nombreux scientifiques, la présence d’un duo de réactions complémentaires reste juste pour tous. Peaufiner à une certaine époque, nous ne parlions plus de conséquences opposées agissant l’une avec l’autre, mais plutôt de boucles de rétroaction positive et négative intervenant en pair pour obtenir un équilibre de température. Malheureusement, il n’existe pas de mécanisme universel englobant toutes les horloges de chaque organisme, surtout lorsque l’on compare des individus ectothermes avec des endothermes (ne traitant pas leur température corporelle de la même façon). Par contre, comme la hausse de la température provoque une augmentation de la vitesse des mécanismes internes pour tous, et donc écourte les périodes des horloges circadiennes (ou inversement lorsque l’on diminue la température), chaque groupe doit prolonger leurs périodes par, généralement, la dégradation/phosphorylation des protéines.  De ce fait, les organismes munis de système circadien sont capables de tolérer un intervalle d’environ 10°C de température externe sans jamais compromettre le fonctionnement de leur horloge interne, qui garde ainsi sa périodicité de 24 heures.  

## Chez différents groupes d'organismes

### Cyanobactéries
Une expérience de Kondo et al. publiée en 1993 a permis de transmettre le concept de compensation de la température à l’horloge circadienne des cyanobactéries. Au cours de l’expérience, un gène rapporteur de la luciférase, provenant de la bactérie bioluminescente Vibrio harveyi (luxAB), a été introduit en aval du promoteur du gène psbAI contrôlé par l’horloge de la cyanobactérie Synechococcus sp. Le gène psbAI code une protéine photosystème II. Après recombinaison de cette construction dans le chromosome de Synechococcus, la bioluminescence a été surveillée automatiquement. En plus du maintien de la rythmicité en conditions de lumière constante (après un entraînement à la lumière et à l’obscurité), la souche rapporteuse exprime un rythme de bioluminescence allant dans le sens d’une compensation de la température de la période. En effet, la longueur de la période reste relativement constante à différentes températures ambiantes. Plus récemment, cette propriété de l’horloge a aussi été soulignée chez un autre cyanobactère, Synechococcus RF-1, son rythme d’absorption des acides aminés étant compensé par la température.
Subséquemment, la compensation de température a aussi été observée au niveau du cycle de phosphorylation de KaiC, une protéine qui assure, avec les autres protéines Kai, la régulation de l’expression de gène circadien chez les cyanobactéries. Le rythme de phosphorylation de KaiC, qui est maintenu même sans transcription ni traduction, est un processus de synchronisation de base de l’horloge circadienne des cyanobactéries. Une expérience a démontré qu’une augmentation de la température ambiante entraîne très peu de différence dans la périodicité rythmique de la phosphorylation de KaiC. Pour ce faire, l’oscillation autonome de la phosphorylation de KaiC a été rétablie in vitro (incubation de KaiC avec KaiA, KaiB et de l’ATP) et la longueur de la période est demeurée stable malgré le changement de température. Les périodes circadiennes observées in vivo dans des souches mutantes de KaiC ont suivi la même tendance.

### Neurospora
La compensation de température a également été décortiquée chez la moisissure Neurospora par l’entremise de son cycle de conidiation,. La protéine Frequency (FRQ), une des composantes centrales de l’horloge circadienne de Neurospora, existe sous deux formes chez le type sauvage : une forme courte et une forme longue. En 1997, une expérience a mis en évidence une détérioration de rythmicité de la conidiation aux températures élevées lorsque la forme longue est manquante et aux températures basses en absence de la forme courte. Si une seule forme est nécessaire au fonctionnement de l’horloge à certaines températures, les deux sont donc essentielles pour maintenir un intervalle normal de température assurant la rythmicité. Afin de conserver cette rythmicité, le ratio forme longue/forme courte (FRQ1–989/FRQ100–989) augmente avec l’augmentation de la température. Cette régulation du rapport des formes FRQ par la température est possible puisque différents codons, chacun associé à une forme de la protéine, initient la transcription à différentes températures. La compensation de température est ainsi associée en partie à une forme en particulier de la protéine FRQ. De plus, l’augmentation de la quantité de FRQ avec l’élévation de la température rend compte de la dépendance à la température des vitesses de réaction, mais sans qu’il y ait changement au niveau de la période. Cette augmentation de FRQ, comme la quantité d’ARN frq, elle, ne varie pas avec la température, résulterait soit d’une translation ou d’une demi-vie plus élevée,. 
Des chercheurs ont également découvert qu'en plus que le cycle de dégradation de FRQ soit compensé par la température, les sites de cette protéine qui sont phosphorylés par la caséine kinase 2 (CK2) varient à différentes températures. Les sites sont probablement rendus disponibles pour la phosphorylation en raison de changements induits par la température dans la conformation de FRQ et/ou l’activité de liaison de CK2. Ainsi, le cycle de dégradation de FRQ est compensé par la température entre 22 et 30 °C.

### Arabidopsis
Dans Arabidopsis thaliana, le rôle de Pseudo-Response Regulator7 (PRR7) et PRR9 est crucial dans le mécanisme de compensation de température. En effet, les plantes qui manquent ces deux protéines échouent au maintien d’une période constante de l’horloge circadienne entre 12 et 30°C. De ce fait, les doubles mutants prr7 et prr9 démontrent un phénotype de surcompensation de la température. Ceci est dû à une hyperactivation des facteurs de transcription Circadian and Clock-Associated1 (CCA1) et Late elongated hypocotyl (LHY). L’inactivation de CCA1 et LHY réprime complètement la surcompensation des mutants prr7 et prr9 qui, autrement, aurait montré un phénotype de longue période. De plus, à haute température, la liaison de CCA1 est plus prononcée, ce qui dérègle l’activité de l’horloge. Cependant, un système de contrebalance impliquant la protéine kinase CK2 est présent pour empêcher ce phénomène. Le gène Gigantea (GI) joue aussi un rôle critique dans l’augmentation de la portée de température permissible à la rythmicité de l’horloge, et par ce fait, étend cette portée à l’expression rythmique de CAB et des mouvements de feuilles.

### Drosophila
Dans Drosophila melanogaster, l’interaction protéine-protéine et la translocation nucléaire de la protéine Period (PER) jouent un rôle important dans la compensation de la température. Effectivement, les mutations affectant la formation des complexes PER-PER et PER-TIM corrompent le bon fonctionnement de la compensation de la température. Une augmentation de la stabilité entre PER et TIM donne une augmentation de la longueur de la période et une perte partielle de la compensation de la température de l’oscillateur. Plus encore, des études récentes sur la longueur du polymorphisme naturel de Thr-Cly dans Drosophila melanogaster ont révélé une relation entre la longueur de ce tandem et la compensation de la température. En effet, le domaine Thr-Gly est un trait clé qui est relié aux cinétiques de dégradation de la protéine PER. La variation naturelle de la longueur des différents allèles Thr-Gly n’est pas accompagnée par des altérations d’acides aminés et de petits changements dans la compensation de température peuvent être détectés dans ces variants, ce qui supporte l’idée d’une coévolution entre les deux.

### Vertébrés ectothermes
La compensation de température va être spécialement importante pour les animaux ectothermes puisque ceux-ci sont plus affectés par les changements de température. Chez beaucoup de vertébrés ectothermes, par exemple les lézards, les rythmes circadiens sont très stables à travers différentes températures ambiantes grâce à un système de compensation de température robuste. La dépendance à la température va être exprimée par le coefficient de température (Q10), qui est le quotient des vitesses de réaction à 10°C d'intervalle et qui a habituellement une valeur d’environ 2. Les cycles circadiens avec une compensation de température vont avoir un coefficient de température entre 0,9 et 1,3. Chez l’Anole vert (A. carolinensis) et l'Iguane vert (I. iguana) les rythmes circadiens de la synthèse de mélatonine vont être compensés et le coefficient de température va osciller entre 0,8 et 1,3. Chez les lézards et les amphibiens étudiés, les rythmes circadiens sont régulés par le complexe pinéal, les rétines des yeux latéraux et le noyau suprachiasmatique hypothalamique. Cependant, il faut noter que leurs rôles peuvent varier de façon interspécifique. Des études sur le poisson-zèbre (Danio rerio), qui est un excellent modèle pour identifier les gènes inclus dans des complexes biologiques, démontrent que les oscillateurs dans la glande pinéale participent à la compensation de température. Chez les lézards aussi, les oscillateurs circadiens dans différents tissus semblent réguler les rythmes circadiens à travers les changements de température. Néanmoins, d'autres mécanismes et d’autres gènes encore inconnus seraient également importants pour avoir une compensation de température.

### Mammifères
Les mammifères, comme les oiseaux, peuvent générer la majeure partie de leur chaleur corporelle via des mécanismes internes, indépendamment de la température de l’environnement. Donc, la compensation de température est plus difficile à démontrer chez les animaux endothermes, puisque, par homéostasie, ceux-ci vont maintenir leur température corporelle à l’intérieur d’un intervalle restreint . Néanmoins, des études in vivo ont permis d’observer ce phénomène chez des mammifères hibernants. En outre, la plupart des rythmes circadiens dans les tissus périphériques et centraux subissent une compensation de température et le Q10 oscille entre 0,85 et 1,15,,. Le noyau suprachiasmatique (NSC) hypothalamique dirige les rythmes circadiens dans la physiologie de l’animal et les rythmes influençant le comportement des mammifères. Un de ses rôles est de conserver la périodicité pour différents rythmes à travers une gamme de températures. Chez les mammifères, la compensation de température est maintenue, même lorsqu’il manque plusieurs composants essentiels pour un cycle circadien normal, dans les oscillateurs circadiens. Il est donc supposé qu’il y a un nombre restreint de processus impliqués, ou déterminants, dans la sensibilité à la température des cycles circadiens. Puisque la phosphorylation des kinases CK1ε/δ-dépendant dans l’horloge circadienne de hamsters est insensible au changement de température, on suppose que le processus d’activation et de désactivation de la phosphorylation dans le cycle circadien serait un mécanisme important pour la compensation de température. Des résultats semblables dans les fibroblastes embryonnaires de souris Per2Luc confirment l’importance des taux relatifs de phosphorylation aux deux sites d’activation/inactivation de la phosphorylation dans le mécanisme de compensation de la température. Néanmoins, malgré les avancées des études sur les horloges circadiennes, plusieurs mécanismes sous-jacents à la compensation de température chez les mammifères sont encore inconnus.